# Навоз (село)
Наво́з (укр. Навіз) — село в Рожищенской городской общине Луцкого района Волынской области Украины. Расположено на реке Стыр.
До 2020 года входило в Рожищенский район.
Код КОАТУУ — 0724584401. Население составляет 1085 человек. Почтовый индекс — 45112. Телефонный код — 3368. Занимает площадь 3,32 км².